# Hendrie Krüzen
Hendrie Krüzen (Almelo, 1964. november 24. –) Európa-bajnok holland labdarúgó, középpályás, edző.

## Pályafutása

### Klubcsapatban
A La Première, majd a Heracles korosztályos csapatában kezdte a labdarúgást. Itt 1980-ban mutatkozott be az első csapatban és hat idényen át szerepelt. 1986 és 1988 között a Den Bosch labdarúgója volt. 1988-89-ben a PSV Eindhovenben szerepelt, de 1989-ben kölcsönjátékosként újra Den Boschban játszott. Az 1988–89-es idényben a PSV-vel bajnok és holland kupa győztes lett. 1989 és 1994 között Belgiumban szerepelt. A KV Kortrijknál kettő, az FC Liègenél egy, és a KSV Waregemnél két idényt töltött el. 1994-ben hazatért és anyaegyesületénél a Heraclesnél játszott egy szezonon át. 1996-ban az alkmaari AZ, 1997 és 2000 között a Go Ahead Eagles, 2000 és 2002 között az AGOVV labdarúgója volt. 2002-ben fejezte be az aktív labdarúgást.

### A válogatottban
1987 és 1989 között öt alkalommal szerepelt a holland válogatottban. Tagja volt az 1988-as Európa-bajnok csapatnak.

### Edzőként
2002 és 2013 között nevelő egyesülete, a Heracles segédedzője volt. 2013 és 2015 között a Vitesse, 2015-16-ban ismét a Hercales segédedzőjeként tevékenykedett. 2016 óta az izraeli Makkabi Tel Aviv csapatánál segédedző.

## Sikerei, díjai
Hollandia
- Európa-bajnokság
  - aranyérmes: 1988, NSZK

 Heracles
- Holland bajnokság – másodosztály
  - bajnok: 1984–85, 1994–95

 PSV Eindhoven
- Holland bajnokság (Eredivisie)
  - bajnok: 1988–89
- Holland kupa (KNVB)
  - győztes: 1989